# György Rizmajer
György Rizmajer (ur. 13 stycznia 1991 roku) – węgierski zapaśnik walczący w stylu klasycznym. Ósmy na mistrzostwach Europy w 2012. Drugi w Pucharze Świata w 2012, a jedenasty w 2013. Mistrz Europy juniorów w 2011, a trzeci w 2010. Szesnasty na Uniwersjadzie w 2013 roku.
Mistrz Węgier w 1995 roku.